# لورتا لینچ
لورتا لینچ (انگلیسی: Loretta Lynch؛ زادهٔ ۲۱ مهٔ ۱۹۵۹) وکیل آمریکایی است که در دولت دوم اوباما دادستان کل ایالات متحده بود. او در تاریخ ۸ نوامبر ۲۰۱۴ توسط باراک اوباما برای جانشینی اریک هولدر جهت سمت دادستان کل ایالات متحده نامزد شد و در تاریخ ۲۷ آوریل ۲۰۱۵ با رای اعتماد سنا به این مقام منصوب شد و تا ۲۰ ژانویه ۲۰۱۷ این سمت را برعهده داشت